# Finale Ligure
Finale Ligure (en ligur Finâ) és un comune italià, situat a la regió de la Ligúria i a la província de Savona. El 2015 tenia 11.711 habitants, sent el 5è comune de la província en nombre d'habitants.

## Geografia
Té una superfície de 35,53 km² i les frazioni de Finalmarina, Finalpia, Finalborgo, Calvisio, Gorra, Olle, Perti, Le Mànie, Verzi, Monticello, San Bernardino, San Donato i Varigotti. Limita amb Borgio Verezzi, Calice Ligure, Noli, Orco Feglino, Tovo San Giacomo i Vezzi Portio.

## Evolució demogràfica
| Gràfica d'evolució de Finale Ligure entre 1861 i 2011 |
|                                                       |
| Font: ISTAT                                           |

## Persones vinculades a Finale Ligure
- Galeotto II Del Carretto (Finale Ligure, 1452 - Finale Ligure, 1482), marquès del Marquesat de Finale del 1468 fins a la seva mort.
- Carlo Domenico Del Carretto (Finale Ligure, 1454 - Roma, 1514), cardenal.
- Fabrizio del Carretto (Finale Ligure, 1455 - Rodi, 1521), Gran Mestre de l'Orde de Malta de 1513 a 1521.
- Alfonso I Del Carretto (Finale Ligure, 1457 - Finale Ligure, 1516), marquès del Marquesat de Finale.
- Pietro Paolo Ruffini (Finalmarina, 1677 - Finalmarina, 1762), abat i comte.
- Domenico Bocciardo (Finalmarina, 1686 - Genova, 1746), pintor
- Giorgio Gallesio (Finalborgo, 1772 - Florència, 1839), botanico.
- Matteo Annibale Arnaldi (Finalborgo, 1801 - San Martino della Battaglia, 1859), general i metge.
- Enrico Caviglia (Finalmarina, 1862 - Finale Ligure, 1945), mariscal
- Giovanni Boine (Finalmarina, 1887 - Porto Maurizio, 1917), poeta i escriptor.
- Carlo Donat Cattin (Finale Ligure, 1919 - Montecarlo, 1991), sindicalista i polític.
- Giovanni Cappelli (Finalborgo, 1920), futbolista.
- Marco Donat Cattin (Finale Ligure, 1953 - Verona, 1988), terrorista.
- Domenico Vicini (Finale Ligure, 1971), tennista.
- Marco Carparelli (Finale Ligure, 1976), futbolista.
- Fabio Vignaroli (Finale Ligure, 1976), futbolista.